# Санджорджи, Альфредо
Альфредо Санджорджи (итал. Alfredo Sangiorgi; 25 октября 1894, Катания — 18 июля 1962, Мерано) — итальянский композитор.
Начал учиться музыке в своём родном городе у Франческо Паоло Фронтини, затем изучал композицию в консерватории Сан-Пьетро-а-Майелла в Неаполе под руководством Антонио Савасты, но в годы Первой мировой войны вынужден был прервать обучение для военной службы; служил офицером горной артиллерии и участвовал, в частности, в Битве при Монте-Адамелло. В 1921 году отправился для продолжения образования в Вену, где занимался как под руководством Йозефа Маркса, так и у Арнольда Шёнберга, опыт взаимодействия с которым, по воспоминаниям Санджорджи, произвёл на него огромное впечатление. Затем вернулся в Неаполь и в 1925 году получил диплом консерватории Сан-Пьетро-а-Майелла. Преподавал в музыкальном лицее в Сассари, затем в Палермской консерватории. В годы Второй мировой войны вернулся в родную Катанию, где у него начал учиться музыке Альдо Клементи. Наконец с 1947 года до конца жизни преподавал в Консерватории Больцано.
В межвоенной Италии творчество Санджорджи, ввиду более консервативного окружения, носило более сдержанный характер, завершившись длительным периодом молчания после 1938 года. В послевоенный период в Больцано он вернулся к шёнберговской традиции, переработав в 1947—1949 гг. свою незавершённую одноактную оперу «Репейник» (итал. La Bardana, либретто Альберто Колантуони), поставленную в 1950 году в неаполитанском театре Сан-Карло. За ней последовали две другие оперы, выдержанные в додекафонной технике: «Новая колония» (итал. La Nuova Colonia; 1952) по одноимённой пьесе Луиджи Пиранделло и «Казнь святого Иоанна» (итал. San Giovanni decollato; 1958) по одноимённой комедии Нино Мартольо. Санджорджи написал также ряд камерных произведений, многие из них были посвящены его консерваторскому коллеге Нунцио Монтанари и впервые исполнены с его участием.